# Тарасов, Александр Михайлович
Алекса́ндр Миха́йлович Тара́сов (13 [26] апреля 1911, Саратов — 27 июня 1975, Москва) — советский государственный и хозяйственный деятель.
Депутат Верховного Совета СССР 5—9 созывов. Кандидат в члены ЦК КПСС (1961—1975).

## Биография
Родился в семье рабочего.
В 1931 году окончил Московский автотракторный институт им. М. В. Ломоносова.
- 1934—1948 годы — работал на Куйбышевском карбюраторно-арматурном заводе инженером, начальником конструкторского бюро, цеха, технического отдела, главным инженером завода.
- 1949—1951 годы — директор Алтайского тракторного завода.
- 1951—1958 годы — директор Минского тракторного завода.
- 1958—1963 годы — председатель СНХ БССР.
- 1963—1965 годы — заместитель председателя ВСНХ СССР — министр СССР.
- С 1965 года — министр автомобильной промышленности СССР. В 1966 году подписал протокол об участии итальянской фирмы «Фиат» в строительстве нового автозавода в СССР.

## Память
В 1975 году его именем был назван Куйбышевский завод автотракторного электрооборудования.

## Награды
- два ордена Ленина.
- орден Трудового Красного Знамени.
- орден «Знак Почёта».